# Годенко, Михаил Матвеевич
Миха́ил Матвеевич Годе́нко (1 октября 1919, с. Новоспасовка ныне Запорожской области — 19 сентября 2019) — советский и российский писатель, поэт, литературный деятель. Лауреат 4-й Всероссийской литературно-патриотической премии «Прохоровское поле», Всероссийской премии «Сталинград» и премии «Имперский клуб», литературных премий имени А. А. Фадеева, Н. А. Островского, В.Пикуля, К.Симонова. Сопредседатель Высшего Творческого Совета Союза писателей России, бывший секретарь Союза писателей СССР.

## Биография
Родился 1 октября 1919 года в д. Новоспасовка (ныне с. Осипенко Запорожской области, Украина) Мариупольского уезда Екатеринославской губернии.
В 1929 году переехал в город Бердянск, где прожил два года. С 1931 г. проживал в Александровском районе на Донбассе, затем в Старом Кременчике. Учился в Старомайорской школе, жил в общежитии коммуны Ильича.
С 1933 проживал в г. Беловодске, где в 1938 г. окончил с отличием 10 классов средней школы.
В мае 1939 г. по комсомольской путевке был направлен в ряды Военно-Морского Флота. Службу проходил на Балтийском флоте. Окончил школу оружия по специальности минера. Затем служил в должности боцмана на сторожевом корабле «Снег» (в г. Кронштадте). В этом качестве принимал участие в войне с Финляндией 1939—1940 гг.
С 1940 г. в составе судна нес службу на территории г. Таллина Эстонской ССР.
В августе 1941 в составе арьергарда принимал участие в трагическом Таллинском переходе советских кораблей по Финскому заливу из Эстонии в Кронштадт, во время которого 28 августа тонул (корабль подорвался на мине) и был ранен в шею. В течение двух месяцев проходил лечение в Ленинградской военно-медицинской академии. После выздоровления в составе 1-й Отдельной бригады морской пехоты принимал участие в боях под Ленинградом.

«Я там был совсем недолго, буквально сразу после своего излечения в военно-медицинской академии. Хотя такие вещи запоминаются на всю жизнь. Нами командовал Климент Ефремович Ворошилов. Прямо на наших глазах его ранило в ногу. В правую или левую, я уже не помню. Он подъехал на своей „эмке“ в самое пекло. Тут начались и бомбежки, и обстрелы (рядом с нами стали рваться вражеские снаряды). И я очень хорошо запомнил, что он для того, чтобы мы хоть как-то отогнали немцев, выступил перед нами с такими словами: „Матросики, дети мои, давайте отгоним врага на столько-то там, не дадим ему возможности занять Ленинград“. После этого началась бомбежка и его ранило. Тогда наши матросы озверели. И вместо того, чтобы занять одну линию окопов, о чём он нас просил, мы заняли три очереди окопов. Все это время мы числились во флотском экипаже: в том самом месте, где я когда-то проходил комиссию в начале своего призыва в армию в 1939-м году.».
— М.М.Годенко, из интервью интернет-СМИ «Я помню».
После расформирования бригады нес службу, как специалист, на тральщиках, на БТЩ, был командиром подрывно команды военно-морского порта, старшиной минно-торпедной партии МТО Кронштадтского морского оборонительного района, работал на морском заводе и руководителем 40-й тральной партии минного склада № 189, затем в качестве специалиста по большим германским минам БГ-4.
В августе 1946 г. демобилизовался в звании «главный старшина».
В 1946 г. поступил в Литературный институт имени А. М. Горького (занимался на семинаре поэзии П.Антокольского, затем на семинаре прозы у Л. И. Тимофеева), который окончил с отличием в 1951 г.
Затем с 1951 по 1956 гг. работал заведующим отделом поэзии в редакции журнала «Октябрь», после — в редакции журнала «Смена», был заместителем главного редактора журнала «Москва» и секретарем Союза советских писателей СССР.
1 октября 2018 года отметил свое 99-летие. М. М. Годенко — второй старейший писатель России, после С. М. Борзунова.
Являлся членом Центральной избирательной комиссии по выборам депутатов Верховного Совета РСФСР.
С 2006 — сопредседатель Высшего творческого Совета Союза писателей России.
Ушёл из жизни 19 сентября 2019 года.
Похоронен на 80 участке Котляковского кладбища г. Москвы.

## Творчество
Литературным творчеством начал заниматься ещё в школе. Как сам говорит в интервью «Литературной газете» М. М. Годенко, сначала он начал писать прозу: «В ней существовала какая-то экзотика: были львы, а само действие происходило на юге». Будучи учеником пятого класса, начал писать стихи. Однако активно стал этим заниматься после 1936 года, когда началась Гражданская война в Испании. Первые же стихотворения начал публиковать в 1942 году, во время службы ВМФ, во флотской газете «Огневой щит». После демобилизации поступил в Литературный институт имени А. М. Горького, в котором сначала проходил обучение на семинаре поэзии у П.Антокольского, потом — на семинаре прозы у Л. И. Тимофеева. В 1956 году вышла первая книга — поэма «Последний» (первая книга издана в г. Кишиневе, потом в Москве — в издательстве «Молодая гвардия»), в 1959 — поэмы «Море мое», «Ласточка», «Акация цветет», в 1960 — поэмы «Людское счастье», «За горами, за долами», книга стихов «Лучшее имя». В 1961 году вышел сборник стихов «Тяга к океану», в который вошли лирические произведения о родине и военных событиях. В 1964 году написал первый роман «Минное поле», который, как считает сам М. М. Годенко, является главным произведением его жизни и был написан за 53 дня. Роман несколько лет находился в редакции журнала «Октябрь», но был опубликован в журнале «Москва», а потом был издан многими тиражами, в том числе с предисловием В.Кочетова. За этот же роман М. М. Годенко представлялся к Государственной премии СССР, но её не получил.
Впоследствии вышел второй роман М.Годенко «Зазимок», повествующий о жизни села в довоенные и военные годы. Также у М. М. Годенко выходили романы «Потаенное судно», «Вечный огонь» (произведение повествует о знаменитой катастрофе на К-19), повести «Полоса отчуждения», «Студент в бушлате», «Исповедь для внука», заметки «Судьбы мира и красоты». Придерживался метода социалистического реализма.

## Произведения

### Романы
- «Минное поле»
- «Зазимок»
- «Потаенное судно»
- «Каменная баба»
- «Вечный огонь»

### Повести
- «Полоса отчуждения»
- «Студент в бушлате»
- «Лобное место»
- «Исповедь для внука»

### Поэмы
- «Последний» (1956)
- «Море мое» (1959)
- «Ласточка» (1959)
- «Акация цветет» (1959)
- «Людское счастье» (1960)
- «За горами, за долами» (1960)

### Сборники стихов
- «Лучшее имя» (1960)
- «Тяга к океану» (1961)

### Публицистика
- «Судьбы мира и красоты»

## Награды и звания
- Орден Трудового Красного Знамени
- Орден Дружбы народов
- Орден "Знак Почета"
- Орден Отечественной войны 1-й степени (1985)
- Орден Адмирала Н. Г. Кузнецова.
- Медаль «За боевые заслуги» (20 мая 1945, представлялся к ордену Красной Звезды)
- Медаль «За оборону Ленинграда
- Медаль «За победу над Германией в Великой Отечественной войне 1941-1945 гг.
- 4-я Всероссийская литературно-патриотическая премия «Прохоровское поле» (за роман «Минное поле»)
- премия «Имперский клуб»
- Всероссийская премия «Сталинград»
- Литературная премия имени А. А. Фадеева
- Литературная премия имени Н. А. Островского
- Литературная премия имени В.Пикуля
- Литературная премия имени К.Симонова